# Kamp Conrad
Kamp Conrad was een Nederlands werkkamp in Rouveen. Vanaf de jaren 1930 tot 1942 deed het dienst als werklozenkamp voor de werkverschaffing; in 1939 kwam het onder toezicht van de Rijksdienst voor de Werkverruiming (RVDW) te staan. In 1942, te midden van de Tweede Wereldoorlog, werd het gebruikt als Joods dwangarbeiderskamp. Tussen 1954 en 1966 was het in gebruik als Moluks dorp.

## Geschiedenis
In 1929 werden aan de westzijde van het Conradkanaal twee barakken gebouwd in het kader van de werkverschaffing. Nadat het kamp in 1939 onder de Rijksdienst voor de Werkverruiming was komen te vallen, werden de barakken in 1940 naar de oostzijde van het kanaal verplaatst. Het kamp bestond uiteindelijk uit vier woonbarakken, een beheerderswoning met kantoor en keuken, een kantine, toiletten, waslokalen en een magazijn, en bood plaats aan circa 190 personen. Het kamp werd geleid door een beheerder en kok. De kok en huishoudelijke hulp waren afkomstig uit het nabijgelegen Staphorst.
De vroegere locatie van het kamp is thans gelegen aan de Klaas Kloosterweg West. De laatst overgebleven barak werd lange tijd gebruikt als kerk in Staphorst. In 2007 werd het gesloopt. Begin 2011 werd aan de Lommertsteeg in Staphorst een vermeende vroegere barak van het kamp aangetroffen. Eind augustus 2011 bleek de ontdekte barak een directiekeet te zijn die werd gebruikt door een aannemer bij de aanleg van de A28.

## Gebruik van het kamp

### Tweede Wereldoorlog
Nadat Kamp Conrad tussen 1929 en 1942 gebruikt werd als kamp voor werklozen die in de werkverschaffing zaten, werd het in 1942 een Joods dwangarbeiderskamp. In januari 1942 kwamen de eerste Joodse dwangarbeiders aan in het kamp. In april dat jaar kwam de grootste groep in het kamp terecht. De meeste kwamen uit Amsterdam, maar er kwamen ook mensen uit Staphorst en Zwartsluis. De Joodse arbeiders moesten een weg (de Afschuttingsweg) en sloot aanleggen. Ook werden aardappelen gepoot voor extra voedsel.  
In het begin was de sfeer in het kamp goed. De mensen gingen zelfstandig naar het werk en konden buiten werktijden om zelfstandig door het dorp wandelen, en eventueel koffie of melk kopen in de kantine. Ook konden ze bij een lokaal winkeltje genaamd “De Kruidhof” etenswaren inslaan en kregen ze soms gratis fruit mee. Verder konden ze dagelijks brieven schrijven naar het thuisfront en een van de gevangenen mocht bij paardenhandelaar Hofstede telefoneren met familieleden.

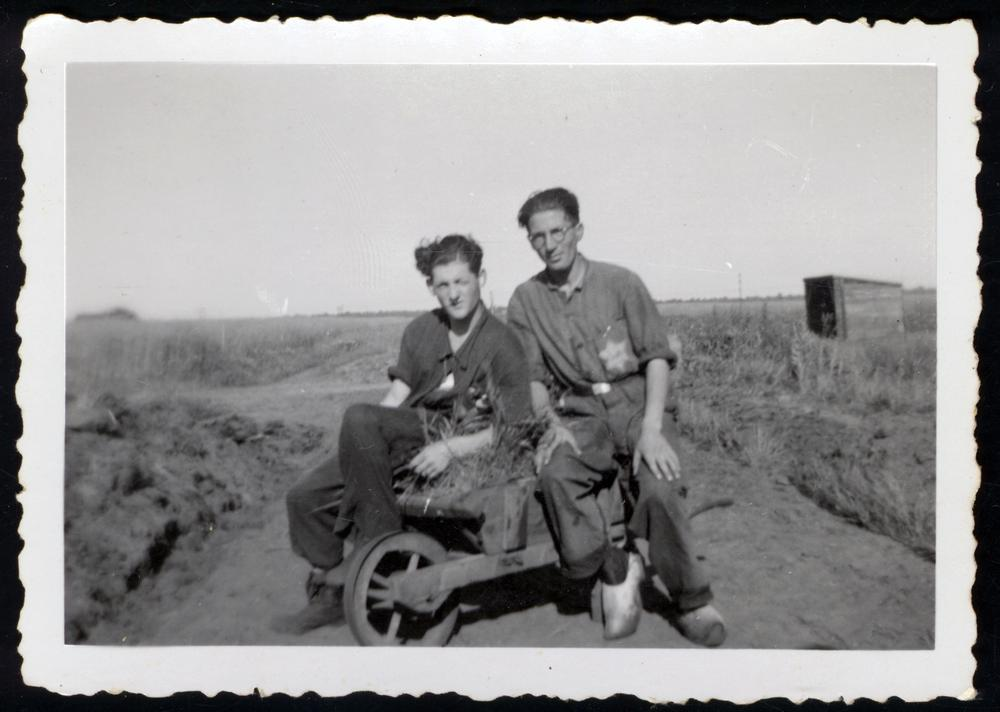
Twee Joodse dwangarbeiders uit Kamp Conrad in juli 1942. Links Machiel Zilverberg - hij kwam na Kamp Conrad in Kamp Westerbork, waarna hij overleed in Auschwitz op 25 september 1942.

In augustus 1942 veranderde het regime in alle kampen. In Kamp Conrad mocht men sindsdien geen eet smakelijk meer zeggen en moest worden gemarcheerd naar het werk. Op 2 oktober, tijdens het Loofhuttenfeest, kwamen ongeveer tien tot vijftien agenten van de Ordnungspolizei het kamp binnen met de smoes dat ze op doortocht waren en in het kamp verbleven omdat er in Meppel geen plaats zou zijn. De volgende dag, om 07:00 uur, werd het kamp ontruimd, waarna de dwangarbeiders via Meppel naar Kamp Westerbork werden gedeporteerd. Vanaf daar werden ze op transport naar vernietigingskampen gezet.
Meerdere mannen sloegen tijdens hun verblijf in het dwangarbeiderskamp op de vlucht. Een van hen, Jacob Aronius, wist te ontsnappen uit het kamp, maar werd na zijn vlucht opgepakt in Zwartsluis. Hij werd per trein op transport gezet naar concentratiekamp Amersfoort waar hij opnieuw wist te ontsnappen en overleefde de oorlog, doordat hij was ondergedoken in Beilen. Ook tijdens het bezoek van de Ordnungspolizei en ontruiming van het kamp sloegen enkele mannen op de vlucht.
Na oktober 1942 kreeg Kamp Conrad andere bestemmingen. Eerst kwamen er werklozen uit Rotterdam te wonen, later evacués uit Zierikzee. Duitse soldaten op doortocht hebben het kamp een poos als kazerne gebruikt. In het laatste oorlogsjaar verbleven er evacués uit de kustprovincies, die moesten wijken voor de activiteiten rond de Atlantikwall.

### Na de oorlog
Na de oorlog werd kamp Conrad gebruikt als interneringskamp voor NSB'ers en anderen die zich onvaderlandslievend hadden gedragen. Ook werden honderden vrouwen in het kamp ondergebracht. Nadat het kamp niet meer als dusdanig in gebruik was, werd er tijdelijk een landbouwschool gevestigd.
Tussen 1954 en 1966 was het in gebruik als dorp voor Molukkers en woonden er circa 180 mensen afkomstig uit Indonesië, voornamelijk op dienstbevel geëvacueerde Molukse KNIL-militairen en hun gezinnen. In 1965 werd het kamp onbewoonbaar verklaard en werden de bewoners weggestuurd.

## Gedenktekens

### Voor de Joodse dwangarbeiders
De Afschuttingsweg die de Joodse dwangarbeiders zelf moesten aanleggen, kreeg in 2019 een officiële ondertitel: jodenweg. In Kamp Conrad zaten in totaal 344 Joodse dwangarbeiders waarvan slechts zes de oorlog hebben overleefd.

### Voor de Molukse bewoners
In 2010 werd een stichting opgericht onder de naam Stichting Herinnering Kamp Conrad. De stichting had verschillende doelen op het oog: zo werd een oproep gedaan voor een monument en het maken van een documentaire en lesmateriaal voor scholen. Ook werd begonnen aan het schrijven van een boek. Op 24 september 2011 werd tegenover de locatie van het voormalige kamp een door de Terwoldse kunstenaar Ruud Schilder vervaardigde vier meter hoge gedenksteen voor de Molukkers onthuld. Bij die gelegenheid is de door Geertjan Lassche gemaakte documentaire Vreemdelingen en Bijwoners voor het eerst voor publiek vertoond in Rouveen. De film maakte veel herinneringen los in Rouveen. De maker van de documentaire werd in 2011 beloond met De Tegel (de Nederlandse prijs voor journalistiek). Op 1 september 2018 werd het boek dat zou worden uitgegeven gepresenteerd en in de verkoop gebracht.